# ARGE Weltläden
Die Arbeitsgemeinschaft Weltläden (ARGE Weltläden) ist die Dachorganisation und Servicestelle von knapp 90 Weltläden in Österreich und deren Trägern / Vereinen. Sie wurde 1982 von zwölf Dritte-Welt-Läden mit dem Ziel gegründet, die Kooperation zwischen den Weltladen-Gruppen zu verbessern und ihre Interessen vor allem gegenüber den Importeuren fair gehandelter Produkte zu fairtreten und in der Öffentlichkeit entwicklungspolitische Zusammenhänge aufzuzeigen. Sie feierte 2022 das 40-jährige Jubiläum auf der Weltladenkonferenz im September in Salzburg.
Als Servicestelle für die Mitgliedsläden bietet sie dafür Fortbildungen für Weltladenmitarbeiter und Beratung von Weltläden bei Neugründungen und Umzug sowie im Verkauf an. Interne Kommunikation, Kooperation und Vernetzung der Weltläden werden durch die zweimal jährlich stattfindenden Weltladenkonferenzen und durch Regionale Treffen in allen Bundesländern gefördert.
Als Dachverband vergibt die ARGE Weltläden auch das österreichische Weltladen-Logos. Die Führung dieses Logos ist für Weltläden mit vertraglich vereinbarten Auflagen verbunden. Eine besondere Stellung im Fairen Handel kommt dem Verband durch ihre Auditfunktion gegenüber den so genannten anerkannten Lieferanten zu, die auch die Integration von (kunst-)handwerklichen Produkten in den Fairen Handel ermöglicht. (Das Fair-Trade-Siegel gibt es nur für Lebensmittel.)
Die ARGE Weltläden hat FAIRTRADE Österreich mitgegründet und ist Mitglied, ebenso wie bei der World Fair Trade Organization und von WFTO Europe.